# Isochromodes maculosata
Isochromodes maculosata là một loài bướm đêm trong họ Geometridae.